# Hesthesis plorator
Hesthesis plorator là một loài bọ cánh cứng trong họ Cerambycidae.